# 孟加拉壮头蛛
孟加拉壮头蛛（学名：Chorizopes bengalensis）为园蛛科壮头蛛属的动物。分布于印度以及中国大陆的湖南、西藏等地，多生活于灌木丛或草丛。该物种的模式产地在印度。其种加词“bengalensis ”意为“孟加拉的”。